# انجیرک‌باغی
انجیرک‌باغی (به کردی: هه‌نجیرگه‌ی ئێناخی)، روستایی از توابع بخش باینگان شهرستان پاوه در استان کرمانشاه ایران است.

## جمعیت
این روستا در دهستان ماکوان قرار دارد و براساس سرشماری مرکز آمار ایران در سال ۱۳۸۵، جمعیت آن زیر سه خانوار بوده‌است.